# Fernando Rodríguez Moreno
Fernando Rodríguez Moreno es un político mexicano miembro del Partido Revolucionario Institucional que se ha desempeñado como Secretario General de Gobierno del estado de Chihuahua, durante la administración de José Reyes Baeza Terrazas.

## Origen y estudios
Originario de Chihuahua, Chihuahua, realizó los estudios de la Licenciatura en Derecho por la Universidad Autónoma de Chihuahua y la Maestría en Derecho Social por la misma institución.

## Actividades docentes
Ha sido catedrático universitario desde 1977 en la Universidad Autónoma de Chihuahua y
Miembro consultivo de investigación de la Dirección General de Investigación y Postgrado de la misma universidad.
Asimismo ha sido consejero universitario también de esta universidad.

## En el sector público
Se ha desempeñado como Secretario del Ayuntamiento de Chihuahua de 1998 a 2004, con tres presidentes municipales: José Reyes Baeza Terrazas, Jorge Barousse Moreno y Alejandro Cano Ricaud.
Fue Secretario General de Gobierno del Estado de Chihuahua en el gobierno de José Reyes Baeza Terrazas durante los tres primeros años.
También se desempeñó como Presidente de la Mesa Directiva del Congreso del Estado de Chihuahua y como coordinador de los Diputados Priistas en la LXII Legislatura.

## Actividades en el ejercicio de su profesión
Ha sido abogado postulante y se ha desempeñado como Defensor de oficio, además de asesor jurídico.
- Datos: Q5860159